# .pe
.pe е интернет домейн от първо ниво за Перу. Представен е на 25 ноември 1991. Поддържа се и се администрира от Red Científica Peruana.

## Второ ниво домейни
- edu.pe: образователни институции
- gob.pe: правителствени институции
- nom.pe: частни лица
- mil.pe: военни институции
- sld.pe: институции към здравеопазването
- org.pe: организации
- com.pe: търговия
- net.pe: интернет доставчици